# Donji Žabar
Donji Žabar (serbisch-kyrillisch Доњи Жабар, zuvor Srpsko Orašje) ist ein Ort und die zugehörige Verbandsgemeinde (opština) im Nordosten von Bosnien und Herzegowina. Sie befindet sich in der Posavina am südlichen Rand der Pannonischen Tiefebene und entstand 1992 während des Bosnienkrieges als Abspaltung der Vorkriegsgemeinde Orašje. Sie liegt in der Republika Srpska direkt an der Entitätengrenze südlich der Stadt Orašje, die heute zur Föderation gehört.

## Geographie
Donji Žabar ist nur etwa acht Kilometer vom Ufer der Save und 14 Kilometer von der bosnisch-kroatischen Grenzbrücke in Orašje entfernt. Nach Brčko sind es 18 Kilometer.
Zu Donji Žabar gehören die Gemeindeteile Čović Polje, Donji Žabar, Jenjić, Lončari sowie Teile von Lepnica und Oštra Luka, durch die die Entitätengrenze verläuft.

## Geschichte
Die Ortsteile der heutigen Gemeinde Donji Žabar gehörten bis zum Beginn des Bosnienkrieges 1992 zur Verbandsgemeinde Orašje. Die neugegründete Gemeinde in der Republika Srpska erhielt zunächst den Namen Srpsko Orašje (Српско Орашје, „Serbisches Orašje“), bis der bosnische Verfassungsgerichtshof 2004 ethnische Bezüge in Ortsnamen verbot. So wurde die Gemeinde fortan nach ihrem größten Ortsteil und Gemeindesitz benannt.

## Bevölkerung
Zur Volkszählung 2013 hatte die Gemeinde 3.809 Einwohner. Davon bezeichneten sich 72,4 % als Serben und 27 % als Kroaten. Nur fünf Einwohner bezeichneten sich als Bosniaken. Vor dem Krieg hatten die Ortsteile Čović Polje, Donji Žabar, Lončari und Lepnica eine serbische Bevölkerungsmehrheit, wogegen in Jenjić und Oštra Luka fast ausschließlich Kroaten lebten. Viele der kroatischen Einwohner sind nach dem Krieg in ihre Dörfer zurückgekehrt.